# Medal Młodej Sztuki
Medal Młodej Sztuki – nagroda artystyczna przyznawana od 1974 przez redakcję dziennika „Głos Wielkopolski”; honoruje artystów i ludzi związanych z wielkopolską kulturą. Inicjatorami powołania nagrody byli: Izabella Cywińska i Włodzimierz Braniecki.

## Historia nagrody
Medal przyznawany jest przez jury złożone z zaproszonych przez redakcję Głosu Wielkopolskiego ekspertów.
Pomysłodawcą Medalu jest Włodzimierz Braniecki, dziennikarz i literat. W latach 70. związał się z Teatrem Nowym Izabelli Cywińskiej, wprowadzając do niego sztukę plastyczną, pod postacią Galerii Nowej Teatru Nowego (obecnie znana jako Poznańska Galeria Nowa). Tam też w grudniu 1974 odbyła się pierwsza uroczystość wręczenia nagród, które otrzymali wówczas Stanisław Barańczak (literatura), Wiesław Komasa (teatr), Norbert Skupniewicz (plastyka), Jacek Solecki (balet), Aleksandra Utrecht (muzyka) i Zbigniew Napierała (animator kultury).
Laureat Medalu Młodej Sztuki w chwili przyznania wyróżnienia nie może przekroczyć granicy 35. roku życia (wyjątkiem od regulaminu są animatorzy kultury).

## Nagrodzeni[4]
- 2021[5]
  - Piotr Scholz (muzyka popularna)
  - Barbara Borowicz (muzyka klasyczna)
  - Anna Róża Kołacka (malarstwo)
  - Dagmara Rybak (teatr)
  - Małgorzata Mielech (taniec)
  - Emilia Mazik (animacja kultury)
  - Joanna Żabnicka (literatura)
- 2020[6]
  - Zofia Grażyńska (taniec)
  - zespół Bandonegro (taniec)
  - Jan Czapliński (literatura)
  - Julianna Dorosz (teatr)
  - Ewa Fabiańska-Jelińska (muzyka klasyczna)
  - Justyna Olszewska (sztuki wizualne)
  - Katarzyna Wala (animacja kultury)
- 2019[7]
  - Alicja Biała (sztuki wizualne),
  - Agata Biziuk (teatr)
  - Jakub Chrenowicz (muzyka klasyczna),
  - Dawid Kostka (muzyka rozrywkowa)
  - Anna Lasota (teatr)
  - Malwina Paszek (muzyka tradycyjna)
  - Kuba Wojtaszczyk (literatura)
  - Maciej Zakrzewski (fotografia)
- 2018
  - Amelia Maszońska (muzyka klasyczna)
  - Krzysztof Dys (muzyka popularna)
  - Celina Kanunnikava (sztuki wizualne)
  - Festiwal Spring Break (animacja kultury)
  - Joanna Żabnicka (literatura)
  - Igor Fijałkowski (teatr)
- 2017[8]
  - Rosalie. (Rosalie Hoffman) (muzyka popularna)
  - Julia Wolańska-Gajda i Michał Gajda (muzyka klasyczna)
  - Dawid Marszewski (sztuki wizualne)
  - Jakub Sajkowski (literatura)
  - Izabella Nowacka (animacja kultury)

- 2016[4]
  - Monika Błaszczak (taniec)
  - Viktoria Nowak (taniec)
  - Katarzyna Gondek (literatura)
  - Krzysztof Bączyk (muzyka poważna)
  - Urszula Kluz-Knopek (sztuki wizualne)
  - Dorota i Marcin Kubiakowie (animacja kultury)

- 2015
  - Paweł Malicki (taniec)
  - Anita Jarzyna (literatura)
  - Małgorzata Szymankiewicz (sztuki wizualne)
  - Maciej Dobosiewicz (kultura popularna)
  - Wacław Zimpel (muzyka poważna)
  - Marcin Suszycki (muzyka poważna)
  - Kuba Kapral (animacja kultury)

- 2014
  - Dawid Jung (literatura)
  - Agnieszka Grodzińska (sztuki wizualne)
  - Anna Mierzwa (teatr)
  - Anna Malesza (muzyka klasyczna)
  - Mikołaj Gramowski (Klaves) (muzyka popularna)
  - Zespół Galerii Miejskiej Arsenał w Poznaniu (animacja kultury)

- 2013 
  - Magdalena Starska (sztuki wizualne)
  - Michał Słomka (animacja kultury)
  - Filip Springer (literatura)
  - Haniszewska/Kandulski Duo (muzyka klasyczna)
  - Maciej Fortuna (muzyka popularna)

- 2012 
  - Michał Bryła (muzyka)
  - Szymon Mysłakowski (teatr)
  - Malina Prześluga (literatura)
  - Galeria Stereo: Zuzanna Hadryś i Michał Lasota (sztuki wizualne)
  - Honza Zamojski (sztuki wizualne)
  - Piotr Zakens (animacja kultury)

- 2011 
  - Piotr Śniedziewski (literatura)
  - Łukasz Kuropaczewski (muzyka klasyczna)
  - Radosław Elis (teatr)
  - Aleksandra Ska (sztuki wizualne)
  - Bernard Ejgierd (animacja kultury)
  - Zespół We Call It A Sound: Filip Majerowski, Karol Majerowski, Marek Orywał i Michał Hruświcki (muzyka popularna)

- 2010 
  - Roman Bromboszcz (literatura)
  - Barbara Kaszuba (muzyka)
  - Marcin Maćkiewicz (animacja kultury)
  - Arkadiusz Nowakowski (sztuki wizualne)
  - Magdalena Płaneta (teatr)

- 2009 
  - Wojciech Bąkowski (plastyka)
  - Bianka Rolando (literatura)
  - Łukasz Chrzuszcz (teatr)
  - Andrzej Adamczak (teatr tańca)
  - Krzysztof Krupa (muzyka)
  - Przemysław Prasnowski (Barak Kultury - animacja kultury)

- 2008 
  - Muchy (muzyka)
  - Radek Szlaga (plastyka)
  - Jakub Przybylski (animacja kultury)
  - Anna Maria Staśkiewicz (muzyka poważna)
  - Maciej Gierszewski (poezja)

- 2007 
  - Agata Szymczewska (muzyka poważna)

- 2006[4]
  - Szczepan Kopyt (literatura )
  - Maciej Kurak (plastyka)
  - Katarzyna Bujakiewicz (teatr)
  - Jacek Kortus (muzyka poważna)
  - Aleksandra Robakowska i Jarosław Trybuś (krytyka artystyczna)
  - Teatr U Przyjaciół (animacja kultury)

- 2005 
  - Izabela Kolka (scenografia)
  - Ewa Rajewska (krytyka)
  - Sonia Ramer (plastyka)
  - Michał Kaleta (teatr)
  - Tomasz Praszczałek (muzyka)
  - Stowarzyszenie Miłośników Kultury i Sztuki (animacja kultury)

- 2004 
  - Laura Sobolewska (muzyka)
  - Piotr Żukowski (muzyka)
  - Edward Pasewicz (literatura)
  - Marta Guśniowska (literatura)
  - Katarzyna Dreszer (plastyka)
  - Barbara Kałużna (teatr)
  - Marta Wojtaszewska (balet)
  - Luiza Niedźwiedzka (animator kultury)
  - Piotr Jańczak (animator kultury)

- 2003 
  - Dariusz Sośnicki (literatura)
  - Katarzyna Hołysz (muzyka)
  - Beata Bandurska (teatr)
  - Jakub Bąkowski (plastyka)
  - Anna Hryniewiecka (animator kultury)
  - Tomasz Raczkiewicz (animator kultury)
  - Maciej Pabich (muzyka)
  - Cezary Zych (medal honorowy)

- 2002 
  - Anna Grądziel-Wójcik (literatura)
  - Marlena Kudlicka (plastyka)
  - Jarosław Nadrzycki (muzyka)
  - Paweł Łysak (teatr)
  - Paweł Wodziński (teatr)
  - Robert Mirzyński (radio)
  - Ireneusz Zjeżdżałka (animator kultury)

- 2001 
  - Jarosław Bręk (muzyka)
  - Iwona Hossa (muzyka)
  - Agnieszka Kuciak (literatura)
  - Hubert Czerepok (plastyka)
  - Piotr Kruszczyński (teatr)
  - Renata Borowska (animator kultury)
  - Mikołaj Jazdon (animator kultury)

- 2000 
  - Nova Gaudia Jacka Sykulskiego (muzyka)
  - Arte Dei Suonatori (muzyka)
  - Adam Kaczanowski (literatura)
  - Arkadiusz Pacholski (literatura)
  - Agnieszka Balewska (plastyka)
  - Anna Tyczyńska (plastyka)

- 1999 
  - Mirosław Kropielnicki (teatr)
  - Agata Stankowska (literatura)
  - Krzysztof Szydzisz (muzyka)
  - Mirosław Kaczmarek (plastyka)
  - Justyna Szafran (muzyka)
  - Grzegorz Ziółkowski (krytyka)

- 1998 
  - Ryszard Kaja (plastyka)
  - Agnieszka Gierach (plastyka)
  - Karol Furyk (plastyka)
  - Piotr Łuszczykiewicz (literatura)
  - Agnieszka Różańska (teatr)
  - Adam Ziajski (teatr)
  - Agnieszka Mikołajczyk (muzyka)
  - Tomasz Wendland (animator kultury)

- 1997 
  - Antonina Choroszy (teatr)
  - Joanna Marcinkowska (muzyka)
  - Agata Michowska (plastyka)
  - Mirosław Adamczyk (plastyka)
  - Przemysław Czapliński (literatura)
  - Łukasz Kośmicki (film)

- 1996 
  - Marcin Berdyszak (plastyka)
  - Ewa Hornowska (plastyka)
  - Filip Wojciechowski (muzyka)
  - Janusz Stolarski (teatr)
  - Beata Wrzosek (balet)
  - Teatr Biuro Podróży (teatr)

- 1995 
  - Wojciech Łazarczyk (plastyka)
  - Dominika Falger (muzyka)
  - Zbigniew Łowżył (muzyka)
  - Joanna Wodas (balet)
  - Aleksandra Korejwo (film)
  - Jolanta Hajdasz (dziennikarstwo)
  - Bożena Borowska (teatr)
  - Mariusz Grzebalski (literatura)
  - Włodzimierz Mielcarek (animacja kultury)
  - Andrzej Rzepecki (Teatr - pośmiertnie)

- 1994 
  - Marcin Sompoliński (muzyka)
  - Jacek Kowalski (muzyka)
  - Leszek Knaflewski (plastyka)
  - Mariusz Forecki (fotoreporter)
  - Marcin Ryl-Krystianowski (teatr)
  - Michael Kurzwelly i Jolanta Banowska (animator kultury)
  - Piotr Śliwiński (literatura)
  - Piotr Nycz (animator kultury)
  - Mariusz Rosiak (animator kultury)

- 1993 
  - Tomasz Gubański (muzyka)
  - Łukasz Szyrner (muzyka)
  - Joanna Przybyła (plastyka)
  - Piotr Kępiński (literatura)
  - Paweł Szkotak (teatr)
  - Michał Merczyński (animator kultury)
  - Tomasz Wilmański (animator kultury)

- 1992 
  - Bożena Krzyżanowska (teatr)
  - Małgorzata Mielcarek (teatr)
  - Jacek Sykulski (muzyka)
  - Robert Sobociński (plastyka)
  - Wydawnictwo Podsiedlik-Raniowski i Spółka

- 1991 
  - Adam Borowski (teatr)
  - Wojciech Maciejowski (muzyka)
  - Jarosław Żołnierczyk (muzyka)
  - Piotr Szurek (plastyka)
  - Marek Zieleniewski (publicystyka)
  - Stefan Ficner (promocja sztuki)
  - Jan Kasper (twórca szkolnego Teatru Prób)

- 1990 
  - Daniela Popławska (teatr)
  - Danuta Stenka (teatr)
  - Radosław Żukowski (muzyka)
  - Wojciech Drabowicz (muzyka)
  - Małgorzata Jańczak (dziennikarstwo)
  - Tadeusz Sobkowiak (plastyka)
  - Ewa Polony-Nadalska (animacja)
  - Teresa Nowak (animacja)

- 1989 
  - Tadeusz Żukowski (literatura)
  - Andrzej Maleszka (reżyser)
  - Zbigniew Kozub (muzyka)
  - Bartłomiej Nizioł (muzyka)
  - Henryk Starikiewicz (plastyka)
  - Piotr Andrzejewski (dziennikarstwo)
  - Krzysztof Gołata (dziennikarstwo)
  - Piotr Grochmalski (dziennikarstwo)
  - Marek Król (dziennikarstwo)
  - Janusz Michalak (dziennikarstwo)
  - Marek Z. Szczepański (dziennikarstwo)
  - Paweł Szpecht (dziennikarstwo)
  - Marek Zieleniewski (dziennikarstwo)

- 1988 
  - Affabre Concinui (Przemysław Stanisławski, Leszek Marciniak, Radosław Skrzypczak, Wojciech Drabowicz, Piotr Lewandowski, Piotr Dziurla) (muzyka)
  - Piotr Kurka (plastyka)
  - Jerzy Kopeć (plastyka)
  - Dorota Lulka (teatr)
  - Krzysztof Szymoniak (dziennikarstwo)
  - Mariusz Sabiniewicz (teatr)

- 1987 
  - Marek Zgaiński (poezja)
  - Katarzyna Chrzanowska (teatr)
  - Bogumił Nowicki (muzyka)
  - Bartosz Bryła (muzyka)
  - Paweł Frejdlich (muzyka)
  - Aleksander Maliszewski (muzyka)
  - Mariusz Kruk (plastyka)
  - Leszek Knaflewski (plastyka)
  - Wojciech Kujawski (plastyka)
  - Krzysztof Markowski (plastyka)
  - Andrzej Pepłoński (plastyka)
  - Jacek Szczytowski (balet)
  - Maciej Kuszela (fotografia)
  - Piotr Grochmalski (dziennikarstwo)
  - Alina Kurczewska (dziennikarstwo)

- 1986 
  - Andrzej Sikorki (literatura)
  - Bartosz Bryła (muzyka)
  - Maciej Kozłowski (teatr)
  - Mariusz Puchalski (teatr)
  - Bogdan Wojtasiak (plastyka)
  - Mariusz Stachowiak (fotografia)
  - Kazimierz Grochmalski (animator kultury)

- 1985 
  - Jan Krzysztof Adamkiewicz (literatura)
  - Piotr Kowalski (plastyka)
  - Krzesimir Dębski (muzyka)
  - Joanna Kozłowska (muzyka)
  - Hanna Kulina (teatr)
  - Piotr Gabryel (dziennikarstwo)
  - Hanna Gawrońska (muzyka)
  - Andrzej Malicki (animator kultury)

- 1984 
  - Marek Obarski (literatura)
  - Janusz Łagodziński (teatr)
  - Janusz Wiśniewski (teatr)
  - Ewa Iżykowska (muzyka)
  - Jan A.P. Kaczmarek (muzyka)
  - Paweł Łubowski (plastyka)
  - Andrzej Skrzypczak (dziennikarstwo)

- 1983 
  - Tadeusz Siejak (literatura)
  - Elżbieta Ardam (muzyka)
  - Maria Robaszkiewicz (teatr)
  - Ewa Wójciak (teatr)
  - Andrzej Okińczyc (plastyka)
  - Piotr Łuczka (dziennikarstwo)
  - Jerzy Sukiennicki (animator kultury)

- 1982 
  - Medali nie przyznano z powodu stanu wojennego

- 1981 
  - Medali nie przyznano z powodu stanu wojennego

- 1980 
  - Ryszard Krynicki (literatura)
  - Jan Komlka (literatura)
  - Lech Raczak (teatr)
  - Zenon Laskowik (literatura)
  - Barbara Mądra (muzyka)
  - Jerzy Piotrowicz (plastyka)
  - Piotr Moszyński (dziennikarstwo)

- 1979 
  - Krystyna Piotrkowska (plastyka)
  - Andrzej Babiński (literatura)
  - Tadeusz Drzewiecki (teatr)
  - Antonina Kowtunow (muzyka)
  - Magdalena Sołtysińska (muzyka)
  - Andrzej Tatarski (muzyka)
  - Krzysztof Pastor (balet)
  - Waldemar Kosiński (dziennikarstwo)
  - Emilia Skalska (animator kultury)

- 1978 
  - Marzena Trybała (teatr)
  - Grzegorz Marszałek (plastyka)
  - Maria Krzysztofiak (literatura)
  - Piotr Milewski (muzyka)
  - Małgorzata Połyńczuk (balet)
  - Juliusz Stańda (balet)
  - Piotr Frydryszek (dziennikarstwo)
  - Henryk Frąckowiak (animator kultury)

- 1977 
  - Joanna Orzeszkowska-Kotarbińska (teatr)
  - Agnieszka Duczmal (muzyka)
  - Wincenty Różański (literatura)
  - Włodzimierz Dudkowiak (plastyka)
  - Emil Wesołowski (balet)
  - Jacek Jaroszyk (animator kultury)

- 1976 
  - Anna Staszak (balet)
  - Halina Łabonarska (teatr)
  - Ewa Werka (muzyka)
  - Michał Grabarczyk (muzyka)
  - Paweł Kromholz (malarstwo)
  - Lech Ratajczyk (malarstwo)
  - Ryszard Schubert (literatura)

- 1975 (nagrody wręczono w grudniu 1974 roku)
  - Stanisław Barańczak (literatura)
  - Wiesław Komasa (teatr)
  - Norbert Skupniewicz (plastyka)
  - Jacek Solecki (balet)
  - Aleksandra Utrecht (muzyka)
  - Zbigniew Napierala (animator kultury)